# Saccodon dariensis
Saccodon dariensis es una especie de peces de la familia Parodontidae en el orden de los Characiformes.

## Morfología
Los machos pueden llegar alcanzar los 12,7 cm de longitud total.

## Hábitat
Es un pez de agua dulce y de clima tropical.

## Distribución geográfica
Se encuentran en América:  cuencas de los ríos  Atrato y  Magdalena y, también, Panamá (al este del Canal de Panamá ).